# Золотая лихорадка в Серра-Пеладе
Золотая лихорадка в Серра Пеладе — неорганизованная массовая добыча золота в местности Серра Пелада в Бразилии, начавшаяся после того как местный фермер по имени Дженезио Феррейра да Силва в 1979 году нашел на своем участке, в 430 км к югу от устья реки Амазонки слиток золота. Впоследствии он нанял геолога, чтобы выяснить, является ли золото, которое он обнаружил на своем участке частью более крупного месторождения.
Вскоре просочился слух, что да Силва действительно находится на одном из крупнейших месторождений в мире. К концу недели началась золотая лихорадка второй половины XX века, тысячи людей устремились на ферму добывать золото. Пять недель спустя на территории Феррейры было 10 000 гаримпейро (порт. garimpeiro-золотодобытчик), и еще 12 000 — в окрестностях. Быстро были обнаружены огромные самородки, самый большой из которых весил почти 6,8 килограмма (15 фунтов) и стоил 108 000 долларов по рыночной цене 1980 года (383 583 доллара в 2024 году).
Серра-Пелада (порт. serra pelada-«Голый хребет») — бразильская деревня в округе Курионополис, на юго-востоке штата Пара. Рукотворный карьер Серра-Пелада был крупным золотым рудником в Бразилии, который приобрел дурную славу благодаря фотоснимкам, сделанным американским фотографом Альфредо Яаром, несколько позже бразильским фотографом Себастьяном Сальгадо. Шахта так же показана в первой части документального фильма Годфри Реджио «Поваккаци» 1988 года. В фильме показан муравейник рабочих, вручную перемещающих огромное количество руды. Из-за хаотичного характера добычи золота, оценить количество шахтеров было сложно, но считалось, что на ней, иногда присутствовало одномоментно, по меньшей мере более 100 000 человек, что делало ее одной из крупнейших шахт в мире.
В декабре 1987 года несколько жителей деревни отправилась в Марабу, чтобы оказать давление на местные власти с просьбой разрешить возобновление добычи полезных ископаемых, а также улучшить условия жизни и работы. Не удовлетворив свои требования, старатели под командованием Джейн Ресенде закрыли мост Ponte Mista de Marabá, участок BR-155, заблокировав движение транспортных средств, людей и локомотивов, курсирующих по железной дороге Estrada de Ferro Carajás. После перекрытия путей сообщения, губернатор Элио Гейрос приказал военной полиции разогнать протестующих. В сотрудничестве с подразделениями бразильской армии, пятьсот солдат 4-го батальона военной полиции разогнали демонстрантов в течение 15 минут применив огнестрельное оружие. Инцидент вошел в историю под названием «Резня святого Бонифация».
В то время как военное правительство запретило присутствие женщин и употребление алкоголя на самом руднике, близлежащий город предоставлял женщинам помещения и запрещенные предметы. Тысячи женщин и несовершеннолетних девочек занимались проституцией в обмен на золото. Ежемесячно в городе происходило около 60-80 нераскрытых убийств.
Шахта после закрытия и новые перспективы
1990-е годы начинаются с указа президента Фернандо Колор ди Мелу № 167 от 12 июня 1991 года о продлении деятельности по недропользованию в Серра-Пелада; однако спустя некоторое время, в 1992 году, поддавшись давлению горнодобывающих транснациональных корпораций, президент закрывает золотодобычу в деревне. Шахта оставалась заполненной дождевой водой, глубина водоема достигала до 200 метров и была сильно загрязнена ртутью.
В 1996 году старатели, недовольные позицией правительства, спровоцировали несколько беспорядков и стычек, в том числе вторжение в районы, на которые наложено эмбарго на добычу полезных ископаемых, недалеко от деревни. Потребовалось вмешательство Федеральной полиции и армии для устранения инцидентов.
В 2002 году около десяти тысяч человек переехали в деревню после положительного принятия законопроекта Национальным Конгрессом, которое позволило старателям вести свою деятельность в соседнем районе. В золотодобывающем районе возникло несколько конфликтов, в том числе убийство Антониу Кленью Кунья Лемоса, президента синдиката золотодобытчиков Курионополиса. Лемос возможно был причастен в убийстве нескольких золотодобытчиков в 2000 году.
В 2004 году снова началась золотая лихорадка с объявления о том, что американская компания Phoenix Gems в Бразилии заключила сделку с COOMIGASP и Vale после переговоров с DNPM.
В 2007 году Phoenix объявляет о продаже своей доли канадской горнодобывающей компании Colossus Minerals Inc., который официально объявляет о заинтересованности в возобновлении работы золотого рудника Серра-Пелада.
С 2007 года Colossus и COOMIGASP начинают интенсивные переговоры о возобновлении добычи золота в старом прииске Серра-Пелада, что вызвало новые волнения в деревне. Было создано совместное предприятие под названием Serra Pelada Companhia de Desenvolvimento Mineral (SPCDM), компания по разработке полезных ископаемых с мажоритарным капиталом Colossus и миноритарным капиталом COOMIGASP.
В период с 2007 по 2011 год компания создала мега-инфраструктуру с туннелями глубиной 400 метров, чтобы иметь доступ к крупным подземным месторождениям золота. Компания также установила систему сотовой связи, водоснабжения, а также офисы и другие улучшения в деревне.
Однако с 2012 года Colossus и COOMIGASP стали обвиняться в коррупции,] задерживая официальное начало операций по добыче золота, также отказываясь распределять дивиденды с более чем двадцатью тысячами аффилированных старателей по обоснованию выплаты обязательств. В 2013—2014 годах компания Colossus внезапно объявляет о банкротстве в Канаде и выходит из партнерства в компании SPCDM. COOMIGASP одновременно подвергается судебным разбирательствам. Шахта официально была закрыта в 2014 году. В отношении SPCD выдвинуты обвинения основанные на хищении денег, уклонении от уплаты налогов и контрабанде золота.
В 2010 году Vale объявляет, что получила экологическую лицензию на начало коммерческой эксплуатации проекта Serra Easte (запущенного еще в 1990-х годах) по разведке железной руды. Промышленный объект был построен в непосредственной близости от деревни Серра-Пелада, примерно в 4 километрах. Развертывание Vale этого началось с 2006 года до 2010 года. В 2017 году промышленный объект Vale стал одним из основных организаций на севере Бразилии, которая принесла муниципалитету доходы в бюджет, создав рабочие места в деревне Серра-Пелада.
В данное время шахта Серра-Пелада заброшена, а гигантский карьер остается заполненным водой, образовав загрязненное озеро.
Из-за использования ртути в процессе добычи золота, большие территории вокруг рудника считаются опасно загрязненными. У людей, употребляющих рыбу ниже по течению от рудника, уровень ртути в организме повышен.